# Acronicta indica
Acronicta indica är en fjärilsart som beskrevs av Moore 1867. Acronicta indica ingår i släktet Acronicta och familjen nattflyn. Inga underarter finns listade i Catalogue of Life.